# Lorin Dreyfuss
Lorin Henry Dreyfuss (* 4. Dezember 1943 in Brooklyn, New York City; † 21. August 2021 in Bend, Oregon) war ein US-amerikanischer Schauspieler, Drehbuchautor und Produzent. Er war der ältere Bruder von Schauspieler  Richard Dreyfuss und Vater der Schauspielerin Natalie Dreyfuss.

## Leben
Lorin Henry Dreyfuss wurde Ende 1943 in Brooklyn geboren. Sein Vater Norman war Justiziar, seine Mutter Gerry war in der Friedensbewegung aktiv. Er hat einen jüngeren Bruder Richard und eine jüngere Schwester Cathy. Die Familie zog in den 1950er Jahren nach Los Angeles, wo er die Beverly Hills High School besuchte.
Bekanntheit als Schauspieler erlangte er in den 1980er Jahren mit den Filmen Die Klugscheißer und Sturzflug ins Chaos – Wenn schräge Vögel fliegen lernen. Bei diesen hat er gemeinsam mit David Landsberg die Drehbücher geschrieben, beide spielten auch die Hauptrollen. Finanziell floppten diese Filme. Bei den Fans kitschiger 80er-Jahre-Komödien erfreuen sich die Filme allerdings einer gewissen Beliebtheit.
Lorin Dreyfuss wurde zweimal geschieden und war zum dritten Mal verheiratet.

## Filmografie
| - 1983: 9 to 5 (Fernsehserie) - 1986: Die Klugscheißer (Kinofilm) - 1987: Sturzflug ins Chaos – Wenn schräge Vögel fliegen lernen - 1988: Mond über Parador - 1989: Alles auf Sieg (Kinofilm) | - 1979: Skatetown, U.S.A. (Kinofilm) - 1982–1983: Fantasy Island (Fernsehserie) - 1983: Reggie (Fernsehserie) - 1986: Die Klugscheißer (Kinofilm) - 1987: Sturzflug ins Chaos – Wenn schräge Vögel fliegen lernen | - 1979: Skatetown, U.S.A. (Kinofilm) - 1984: Second Edition (Fernsehfilm) - 2000: Whatever (Fernsehserie) |